# Изергин, Пётр Васильевич
Пётр Васильевич Изергин (13 [25] марта 1870, Высокогорье, Вятская губерния — 8 октября 1936, Алупка, Крымская АССР) — русский врач, доктор медицинских наук (1936), Герой Труда (1935).
Основное направление деятельности П. В. Изергина — лечение туберкулёза.

## Биография
Родился 13 (25) марта 1870 года в с. Высокогорском Котельничского уезда.
Учился в Казанском университете. В 1887 году был исключён с первого курса физико-математического факультета университета за участие в студенческой сходке, вызванной новым уставом университета, введением полицейского надзора за студентами и кампанией по борьбе с «неблагонадёжными» студентами. Благодаря отцу, мировому судье Василию Семёновичу, получил разрешение вернуться в университет, но лишь на медицинский факультет. Совмещал учёбу с работой в психофизиологической лаборатории профессора Н. А. Миславского. Получил Большую золотую медаль университета за исследования в области физиологии человека и животных.
По окончании университета работал земским врачом в Балашовском уезде Саратовской губернии. В 1904 году выступил с коллегами против ареста товарища; демонстрация по указанию губернатора П. А. Столыпина была разогнана казаками, и А. В. Изергин с десятками других участников попал в больницу.
В 1906 году с семьёй переехал в Крым, работал в детском костно-туберкулёзном санатории в Алупке. После кончины основателя лечебницы профессора А. А. Боброва руководил санаторием до конца жизни. Во время гражданской войны менял собственные вещи на продукты, чтобы накормить детей, лечившихся в санатории. Открыл в санатории школу для пациентов, находящихся на лечении в течение многих месяцев.
Умер в рабочем кабинете от кровоизлияния в мозг. Был похоронен на территории санатория. В 1960-е годы прах А. В. Изергина был перезахоронен у горы Кошка в посёлке Симеиз.

### Семья
- Сын — Изергин Дмитрий Петрович (1899—1951)
- Дочь — Изергина Наталья Петровна (1901—1996) работала медицинской сестрой в санатории[5].
- Внучка — Елена Дмитриевна Изергина-Орлова, манекенщица, театровед, прах которой, согласно завещанию, похоронен в месте, где покоятся дедушка, отец и тётя.
- Правнучка — Ольга Леннарц (Изергина); основала в городе Фирзен «Общество помощи детям Бобровки»[2][8].

## Научная деятельность
Предложил «метод Изергина», заключавшийся в круглосуточном пребывании больных костным туберкулёзом на свежем воздухе. Поводом к его разработке послужило наблюдение за состоянием пациентов санатория, вынужденно находившихся на открытом воздухе в течение нескольких месяцев после разрушения корпусов санатория при землетрясении 1927 года.
В 1936 году П. В. Изергину присуждена степень доктора медицинских наук без защиты диссертации.

## Награды

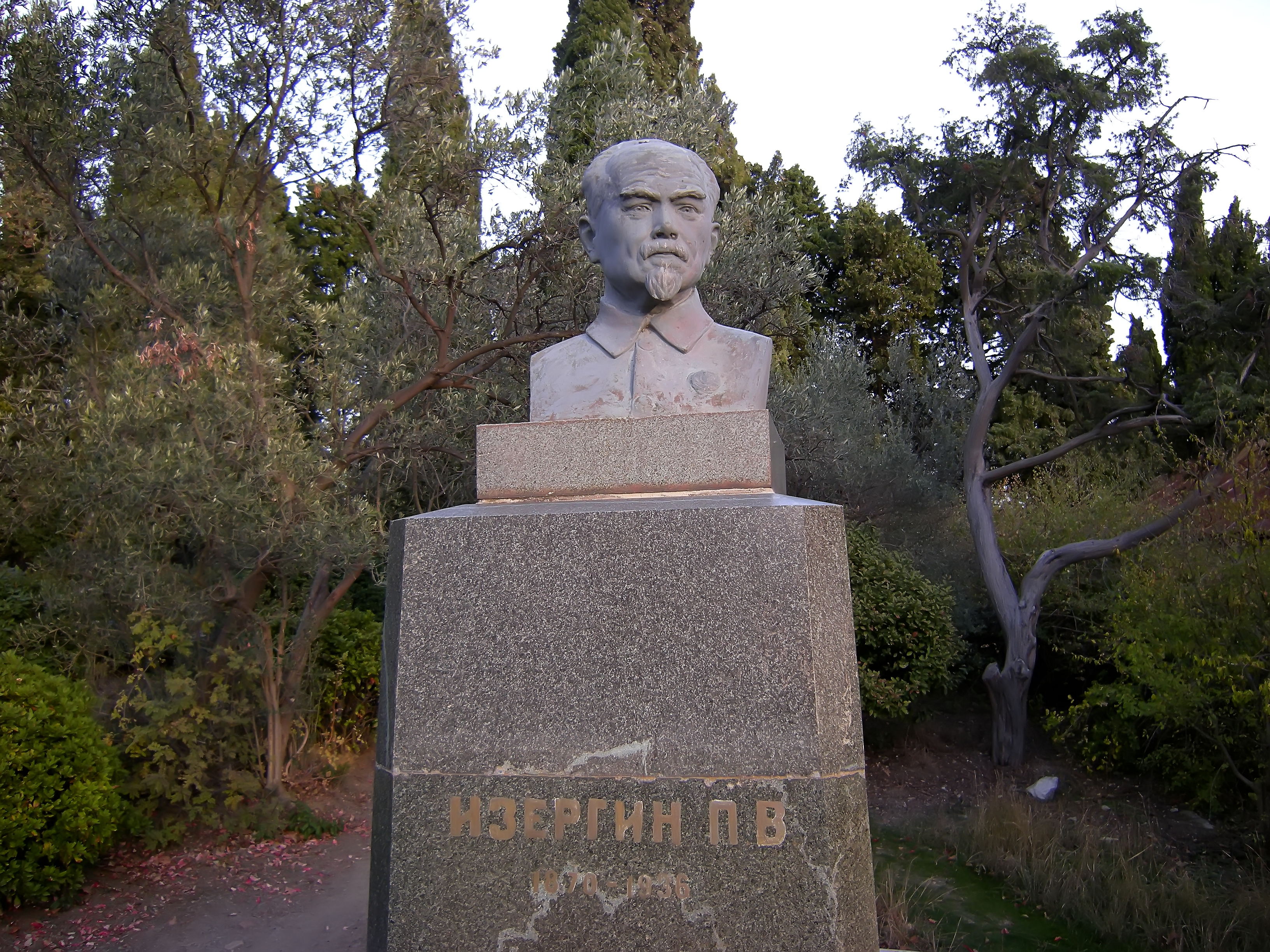
Бюст П. В. Изергина: Алупка, улица Ленина, 35, детский санаторий им. проф. А. А. Боброва, у корпуса № 6

- Герой Труда (1935)[1][2].
- орден Ленина (13.03.1936[9])[2][8].

## Память
- Бюст П. В. Изергина (скульптор 3. С. Ракитина) был установлен на территории санатория (восстановлен после войны, ныне — у корпуса № 6)[10].
- Памятник на могиле, выполненный из диорита[10].

Именем П. В. Изергина названы:
- астероид (1271) Изергина (открыт в 1931 году)[2];
- улица в Алупке[8];
- Корпус санатория им. Боброва (Алупка, улица Ленина, 33) — памятник архитектуры начала XX века[11].

О судьбах А. А. Боброва и П. В. Изергина написан роман Д. К. Орлова «От любви до Бобровки. Новая крымская сага».
В Крыму рассказывают предание, будто именно П. В. Изергин стал прототипом Доктора Айболита К. И. Чуковского. Однако сам Чуковский Изергина в рассказе о том, как был написан «Доктор Айболит», не называет. К тому же «Доктор Айболит» был опубликован до того, как Чуковский познакомился с Изергиным, привезя в санаторий свою дочь. Тем не менее яркий образ Изергина Чуковский запечатлел в рассказе «Бобровка на Саре».

## Комментарии
1. ↑  Ныне — село Высокогорье, входит в состав сельского поселения Высокораменское в Шабалинском районе Кировской области[3].
2. ↑  Одним из наиболее активных участников сходки был В. И. Ленин.